# Baġrān
Baġrān es una ciudad de Afganistán, y del distrito de su nombre, en la provincia de Helmand. Su población es de 26.724 habitantes (2007).
Dominado por el Valle Baġrān, una tradicional fortaleza de tribus tradicionalistas poderosas afganas pashtues, Baġrān dio un significado militar en los conflictos durante la ocupación rusa. Rais-al-Baghrani, un antiguo líder talibán, se reincorporó recientemente a cooperar con el gobierno de Afganistán y las fuerzas de la coalición, bajo el Programa Takm-e-sol (Reconciliación y Perdón). La ciudad de Baġrān produce fundamentalmente (después del opio) su trigo.
- Datos: Q4841917